# أندرياس بيك
أندرياس بيك (بالألمانية: Andreas Beck) من مواليد (13 مارس 1987 في كيميروفو - الاتحاد السوفييتي) لاعب كرة قدم ألماني يلعب حاليا لصالح نادي الدرجة الأولى هوفينهايم الألماني منذ 2008 في مركز الظهير الأيمن .

## السيرة الذاتية
ولد أندرياس بيك في مدينة كيميروفو التي تقع في جنوب منتصف الاتحاد السوفيتي سابقاً وروسيا حاليا وهي المدينة التي اشتهرت بإنتاج الفحم لكن عائلة بيك ما لبثت أن هاجرت إلى ألمانيا بعد مولد اللاعب بفترة بسيطة .
وبعد أن استقر بهم الحال في شتوتغارت بدأ أندرياس الصغير في ممارسة كرة القدم عندما انضم لفريق صغير يسمى إس في إتش كونيجسبورن بجوار مسكنه في شتوتغارت لكنه لم يمارس اللعبة بشكل رسمي معهم حتى إنضم في موسم 2000 إلى فاسيرالفينجن الذي باعه لشتوتغارت بعد نصف موسم فقط .
لعب أندرياس لمدة خمس سنوات مع قطاع الناشئين في شتوتغارت صعد بعدها مباشرة للفريق الثاني حيث شارك في 23 مباراة سجل خلالها هدف وقدم آداء رائع تسبب في استدعاءه للفريق الأول لكنه قوبل بسيطرة الدولي المكسيكي ريكاردو أوسوريو حينها وهو الأمر الذي لم يمكنه من المشاركة مع الفريق الأول على مدار موسمين سوى في 27 مناسبة أحرز خلالها هدفاً .
الأمور لم تروق لبيك فالفريق يمتلك ثلاث لاعبين في مركزه وهو الخيار الثاني لمدرب الفريق حينها آرمين فيه واللاعب يريد المشاركة بانتظام ففكر كثيراً وأستقر على مغادرة الفريق وقرر في 4 يوليو 2008 الانضمام لفريق نادي هوفينهايم الصاعد لأول مرة في تاريخه للدوري الألماني .
وهناك عرف شتوتغارت أنه فرط في لاعب كبير اسمه أندرياس بيك بعدما شارك مع الفريق في 47 مباراة قدم خلالها مستوى مميز للغاية وكان واحد من نجوم الفريق في موسمه الأول وحتى الآن .
شارك أندرياس بيك في الدوري الألماني لأول مرة في تاريخه في 11 فبراير 2006 أمام أرمينيا بيليفيلد وبعدها بخمس أيام فقط شارك لأول مرة أوروبياً بعدما حل بديلاً لريكاردو أوسوريو في مباراة الفريق أمام نادي ميدلزبره الإنجليزي في مسابقة كأس الاتحاد الأوروبي وسجل أول هدف في حياته الاحترافية في 27 أكتوبر 2006 وكان في مرمى باير ليفركوزن وفاز حينها شتوتغارت بهذا الهدف الوحيد .
قام يواخيم لوف مدرب منتخب ألمانيا باستدعاءه لتشكيلته لأول مرة في 5 فبراير 2009 للمشاركة أمام منتخب النرويج لكن مسيرته الدولية الناجحة بالفعل حتى الآن سجلها مع منتخب ألمانيا تحت 21 سنة وتحديداً في كأس الأمم الأوروبية 2009 في السويد تحت قيادة المدرب هورست هروبريتش حيث سجل الهدف الوحيد لمنتخبه أمام إيطاليا وقادهم للدور النهائي ولعب اللقاء كاملاً في النهائي أمام إنجلترا وساهم في نظافه شباك فريقه في المباراة التي انتهت 4-0 للمنتخب الألماني .
يبقى من الذكر أن آندي أحرز بطولتين من عيار البطولات الكبرى التي عجز لاعبين كبار عن تحقيقها فالأولى كانت بطولة الدوري الألماني في موسم 2006-2007 مع شتوتغارت والثانية كانت كأس الأمم الأوروبية تحت 21 عام في 2009 .

## مسيرته الكروية
لعب أندرياس بيك خلال مسيرته الاحترافية مع 5 أندية في ثمانية عشر موسمًا وسجل خلالها 7 أهداف ضمن 392 مباراة. ولم يفز بأي موسم بالكأس وفاز في ثلاثة مواسم بالدوري.
خاض أندرياس بيك مسيرته مع نادي شتوتغارت في موسم 2005–06 في المرة الأولى واستمر معه طيلة ثلاثة مواسم ثم في موسم 2017–18 ولمدة موسمين، مشاركًا طوالها في 74 مباراة سجل خلالها هدفين. ثم انتقل إلى نادي هوفنهايم في موسم 2008–09 ليلعب معه سبعة مواسم، حيث شارك في 216 مباراة سجل خلالها 3 أهداف. لينتقل بعدها إلى نادي بشكتاش في موسم 2015–16 واستمر معه طيلة ثلاثة مواسم، مشاركًا في 52 مباراة ولم يسجل أي هدف. ثم انتقل إلى نادي يوبين في موسم 2019–20 لمدة موسم واحد، مشاركًا في 27 مباراة سجل خلالها هدفًا واحدًا.

## روابط خارجية
- أندرياس بيك على موقع اتحاد تركيا (لاعب) (الإنجليزية)
- أندرياس بيك على موقع إي إس بي إن إف سي (الإنجليزية)
- أندرياس بيك على موقع قاعدة بيانات كرة القدم.إي يو (الإنجليزية)
- أندرياس بيك على موقع بيانات كرة القدم. دي إي (الألمانية)
- أندرياس بيك على موقع ناشيونال فوتبول تيمز (الإنجليزية)
- أندرياس بيك على موقع Soccerbase.com (لاعب) (الإنجليزية)
- أندرياس بيك على موقع Soccerway.com (الإنجليزية)
- أندرياس بيك على موقع عالم كرة القدم.نت (الإنجليزية)
- أندرياس بيك على موقع AS.com (الإسبانية)